# Lista över växtfamiljer
Detta är en alfabetisk lista över växtfamiljer ordnad efter de vetenskapliga namnen. Listan följer APG II. 

## A
| Vetenskapligt namn           | Svenskt namn                       | Ordning                                            |
| ---------------------------- | ---------------------------------- | -------------------------------------------------- |
| Acanthaceae                  | akantusväxter                      | Lamiales                                           |
| Aceraceae → Sapindaceae      | lönnväxter → kinesträdsväxter      |                                                    |
| Achariaceae                  |                                    | Malpighiales                                       |
| Achatocarpaceae              |                                    | Caryophyllales                                     |
| Acoraceae                    | kalmusväxter                       | Acorales                                           |
| Actinidiaceae                | aktinidiaväxter                    | Ericales                                           |
| Adiantaceae → Pteridaceae    | venushårsväxter → kantbräkenväxter |                                                    |
| Adoxaceae                    | desmeknoppsväxter                  | Dipsacales                                         |
| Aextoxicaceae                |                                    | ej placerad i någon ordning i trikolpater          |
| Agapanthaceae                | agapantusväxter                    | Asparagales                                        |
| Agavaceae                    | agaveväxter                        | Asparagales                                        |
| Aizoaceae                    | isörtsväxter                       | Caryophyllales                                     |
| Akaniaceae                   |                                    | Brassicales                                        |
| Alismataceae                 | svaltingväxter                     | Alismatales                                        |
| Alseuosmiaceae               |                                    | Asterales                                          |
| Alstroemeriaceae             | alströmeriaväxter                  | Liliales                                           |
| Altingiaceae                 |                                    | Saxifragales                                       |
| Alzateaceae                  |                                    | Myrtales                                           |
| Amaranthaceae                | amarantväxter                      | Caryophyllales                                     |
| Amaryllidaceae               | amaryllisväxter                    | Asparagales                                        |
| Amborellaceae                |                                    | ej placerad i någon ordning i gömfröväxter         |
| Anacardiaceae                | sumakväxter                        | Sapindales                                         |
| Anarthriaceae                |                                    | Poales                                             |
| Ancistrocladaceae            |                                    | Caryophyllales                                     |
| Anisophylleaceae             |                                    | Cucurbitales                                       |
| Annonaceae                   | kirimojaväxter                     | Magnoliales                                        |
| Anthericaceae → Agavaceae    | sandliljeväxter → agaveväxter      |                                                    |
| Aphanopetalaceae             |                                    | Saxifragales                                       |
| Aphloiaceae                  |                                    | ej placerad i någon ordning i trikolpater, rosider |
| Apiaceae                     | flockblommiga växter               | Apiales                                            |
| Apocynaceae                  | oleanderväxter                     | Gentianales                                        |
| Aponogetonaceae              |                                    | Alismatales                                        |
| Aquifoliaceae                | järneksväxter                      | Aquifoliales                                       |
| Araceae                      | kallaväxter                        | Alismatales                                        |
| Araliaceae                   | araliaväxter                       | Apiales                                            |
| Aralidiaceae                 |                                    | Apiales                                            |
| Araucariaceae                | araukariaväxter                    | Pinales                                            |
| Arecaceae                    | palmer                             | Arecales                                           |
| Aristolochiaceae             | piprankeväxter                     | Piperales                                          |
| Asclepiadaceae → Apocynaceae | → oleanderväxter                   |                                                    |
| Asparagaceae                 | sparrisväxter                      | Asparagales                                        |
| Asphodelaceae                | afodillväxter                      | Asparagales                                        |
| Asteliaceae                  |                                    | Asparagales                                        |
| Asteraceae                   | korgblommiga växter                | Asterales                                          |
| Asteropeiaceae               |                                    | Caryophyllales                                     |
| Atherospermataceae           |                                    | Laurales                                           |
| Aucubaceae → Garryaceae      | aukubaväxter → Garryaceae          | Garryales                                          |
| Austrobaileyaceae            |                                    | Austrobaileyales                                   |
| Azollaceae                   | mossbräkenväxter                   | Marsileales                                        |

## B
| Vetenskapligt namn              | Svenskt namn                     | Ordning                                                   |
| ------------------------------- | -------------------------------- | --------------------------------------------------------- |
| Balanopaceae                    |                                  | Malpighiales                                              |
| Balanophoraceae                 |                                  | ej placerad                                               |
| Balsaminaceae                   | balsaminväxter                   | Ericales                                                  |
| Barbeuiaceae                    |                                  | Caryophyllales                                            |
| Barbeyaceae                     |                                  | Rosales                                                   |
| Basellaceae                     | malabarspenatväxter              | Caryophyllales                                            |
| Bataceae                        |                                  | Brassicales                                               |
| Begoniaceae                     | begoniaväxter                    | Cucurbitales                                              |
| Berberidaceae                   | berberisväxter                   | Ranunculales                                              |
| Berberidopsidaceae              |                                  | ej placerad i någon ordning i trikolpater                 |
| Betulaceae                      | björkväxter                      | Fagales                                                   |
| Biebersteiniaceae               |                                  | Sapindales                                                |
| Bignoniaceae                    | katalpaväxter                    | Lamiales                                                  |
| Bixaceae                        | annattoväxter                    | Malvales                                                  |
| Blandfordiaceae                 |                                  | Asparagales                                               |
| Blechnaceae                     | kambräkenväxter                  | Athyriales                                                |
| Bombacaceae → Malvaceae         | kapokväxter → malvaväxter        |                                                           |
| Bonnetiaceae                    |                                  | Malpighiales                                              |
| Boraginaceae                    | strävbladiga växter              | ej placerad i någon ordning i trikolpater, euasterider I  |
| Boryaceae                       |                                  | Asparagales                                               |
| Brassicaceae                    | korsblommiga växter              | Brassicales                                               |
| Bretschneideraceae              |                                  | Brassicales                                               |
| Bromeliaceae                    | ananasväxter                     | Poales                                                    |
| Brunelliaceae                   |                                  | Oxalidales                                                |
| Bruniaceae                      | bruniaväxter                     | ej placerad i någon ordning i trikolpater, euasterider II |
| Buddlejaceae → Scrophulariaceae | buddlejaväxter → lejongapsväxter |                                                           |
| Burmanniaceae                   |                                  | Dioscoreales                                              |
| Burseraceae                     |                                  | Sapindales                                                |
| Butomaceae                      | blomvassväxter                   | Alismatales                                               |
| Buxaceae                        | buxbomsväxter                    | ej placerad i någon ordning i trikolpater                 |
| Byblidaceae                     |                                  | Lamiales                                                  |

## C
| Vetenskapligt namn               | Svenskt namn                       | Ordning                                                   |
| -------------------------------- | ---------------------------------- | --------------------------------------------------------- |
| Cabombaceae                      | kabombaväxter                      | ej placerad i någon ordning i gömfröväxter                |
| Cactaceae                        | kaktusar                           | Caryophyllales                                            |
| Calceolariaceae                  |                                    | Lamiales                                                  |
| Callitrichaceae → Plantaginaceae | lånkeväxter → grobladsväxter       |                                                           |
| Calochortaceae → Liliaceae       | skuggliljeväxter → liljeväxter     |                                                           |
| Calycanthaceae                   |                                    | Laurales                                                  |
| Calyceraceae                     | calyceraväxter                     | Asterales                                                 |
| Campanulaceae                    | klockväxter                        | Asterales                                                 |
| Campynemataceae                  |                                    | Liliales                                                  |
| Canellaceae                      | vitkanelväxter                     | Canellales                                                |
| Cannabaceae                      | hampväxter                         | Rosales                                                   |
| Cannaceae                        | kannaväxter                        | Zingiberales                                              |
| Capparaceae → Brassicaceae       | kaprisväxter → korsblommiga växter |                                                           |
| Caprifoliaceae                   | kaprifolväxter                     | Dipsacales                                                |
| Cardiopteridaceae                |                                    | Aquifoliales                                              |
| Caricaceae                       | papajaväxter                       | Brassicales                                               |
| Carlemanniaceae                  |                                    | Lamiales                                                  |
| Caryocaraceae                    | sovarinnötsväxter                  | Malpighiales                                              |
| Caryophyllaceae                  | nejlikväxter                       | Caryophyllales                                            |
| Casuarinaceae                    | kasuarinaväxter                    | Fagales                                                   |
| Celastraceae                     | benvedsväxter                      | Celastrales                                               |
| Centrolepidaceae                 |                                    | Poales                                                    |
| Cephalotaceae                    |                                    | Oxalidales                                                |
| Ceratophyllaceae                 | särvväxter                         | Ceratophyllales                                           |
| Cercidiphyllaceae                | katsuraväxter                      | Saxifragales                                              |
| Chenopodiaceae → Amaranthaceae   | mållväxter → amarantväxter         |                                                           |
| Chloranthaceae                   |                                    | ej placerad i någon ordning i gömfröväxter                |
| Chrysobalanaceae                 | icacoväxter                        | Malpighiales                                              |
| Circaeasteraceae                 |                                    | Ranunculales                                              |
| Cistaceae                        | solvändeväxter                     | Malvales                                                  |
| Clethraceae                      | konvaljbuskeväxter                 | Ericales                                                  |
| Clusiaceae                       | johannesörtväxter                  | Malpighiales                                              |
| Cochlospermaceae                 |                                    | Malvales                                                  |
| Colchicaceae                     | tidlöseväxter                      | Liliales                                                  |
| Columelliaceae                   |                                    | ej placerad i någon ordning i trikolpater, euasterider II |
| Combretaceae                     | tropikmandelväxter                 | Myrtales                                                  |
| Commelinaceae                    | himmelsblommeväxter                | Commelinales                                              |
| Compositae → Asteraceae          | → korgblommiga växter              |                                                           |
| Convallariaceae → Ruscaceae      | konvaljväxter → stickmyrtenväxter  |                                                           |
| Convolvulaceae                   | vindeväxter                        | Solanales                                                 |
| Coriariaceae                     | garvarbuskeväxter                  | Cucurbitales                                              |
| Cornaceae                        | kornellväxter                      | Cornales                                                  |
| Corsiaceae                       |                                    | Liliales                                                  |
| Corylaceae → Betulaceae          | hasselväxter → björkväxter         |                                                           |
| Corynocarpaceae                  | karakaträdväxter                   | Cucurbitales                                              |
| Costaceae                        |                                    | Zingiberales                                              |
| Crassulaceae                     | fetbladsväxter                     | Saxifragales                                              |
| Crossosomataceae                 |                                    | Crossosomatales                                           |
| Cruciferae → Brassicaceae        | → korsblommiga växter              |                                                           |
| Crypteroniaceae                  |                                    | Myrtales                                                  |
| Ctenolophonaceae                 |                                    | Malpighiales                                              |
| Cucurbitaceae                    | gurkväxter                         | Cucurbitales                                              |
| Cunoniaceae                      | skedträdsväxter                    | Oxalidales                                                |
| Cupressaceae                     | cypressväxter                      | Pinales                                                   |
| Curtisiaceae                     |                                    | Cornales                                                  |
| Cyatheaceae                      |                                    | Cyatheales                                                |
| Cycadaceae                       | kottepalmer                        | Cycadales                                                 |
| Cyclanthaceae                    | panamapalmer                       | Pandanales                                                |
| Cymodoceaceae                    |                                    | Alismatales                                               |
| Cyperaceae                       | halvgräs                           | Poales                                                    |
| Cyrillaceae                      |                                    | Ericales                                                  |

## D
| Vetenskapligt namn       | Svenskt namn                      | Ordning                                                           |
| ------------------------ | --------------------------------- | ----------------------------------------------------------------- |
| Daphniphyllaceae         |                                   | Saxifragales                                                      |
| Dasypogonaceae           |                                   | ej placerad i någon ordning i enhjärtbladiga växter, commelinider |
| Datiscaceae              | datiskaväxter                     | Cucurbitales                                                      |
| Davalliaceae             | krypbräkenväxter                  | Polypodiales                                                      |
| Degeneriaceae            |                                   | Magnoliales                                                       |
| Desfontainiaceae         |                                   | ej placerad i någon ordning i trikolpater, euasterider II         |
| Diapensiaceae            | fjällgröneväxter                  | Ericales                                                          |
| Dichapetalaceae          |                                   | Malpighiales                                                      |
| Dicksoniaceae            | trädormbunksväxter                | Cyatheales                                                        |
| Didiereaceae             |                                   | Caryophyllales                                                    |
| Didymelaceae             |                                   | ej placerad i någon ordning i trikolpater                         |
| Diegodendraceae          |                                   | Malvales                                                          |
| Diervillaceae            | getrisväxter                      | Dipsacales                                                        |
| Dilleniaceae             | hibbertiaväxter                   | Dilleniales                                                       |
| Dioncophyllaceae         |                                   | Caryophyllales                                                    |
| Dioscoreaceae            | jamsväxter                        | Dioscoreales                                                      |
| Dipentodontaceae         |                                   | ej placerad                                                       |
| Dipsacaceae              | väddväxter                        | Dipsacales                                                        |
| Dipterocarpaceae         | dipterokarpväxter                 | Malvales                                                          |
| Dirachmaceae             |                                   | Rosales                                                           |
| Donatiaceae              |                                   | Asterales                                                         |
| Doryanthaceae            | spjutliljeväxter                  | Asparagales                                                       |
| Dracaenaceae → Ruscaceae | → dracenaväxter stickmyrtenväxter |                                                                   |
| Droseraceae              | sileshårsväxter                   | Caryophyllales                                                    |
| Drosophyllaceae          |                                   | Caryophyllales                                                    |

## E
| Vetenskapligt namn      | Svenskt namn                 | Ordning                                                   |
| ----------------------- | ---------------------------- | --------------------------------------------------------- |
| Ebenaceae               | ebenholtsväxter              | Ericales                                                  |
| Ecdeiocoleaceae         |                              | Poales                                                    |
| Elaeagnaceae            | havtornsväxter               | Rosales                                                   |
| Elaeocarpaceae          | ceylonolivväxter             | Oxalidales                                                |
| Elatinaceae             | slamkrypeväxter              | Malpighiales                                              |
| Emblingiaceae           |                              | Brassicales                                               |
| Empetraceae → Ericaceae | kråkbärsväxter → ljungväxter |                                                           |
| Ephedraceae             | efedraväxter                 | Ephedrales                                                |
| Equisetaceae            | fräkenväxter                 | Equisetales                                               |
| Eremosynaceae           |                              | ej placerad i någon ordning i trikolpater, euasterider II |
| Ericaceae               | ljungväxter                  | Ericales                                                  |
| Eriocaulaceae           | ullknappsväxter              | Poales                                                    |
| Erythroxylaceae         | kokaväxter                   | Malpighiales                                              |
| Escalloniaceae          | escalloniaväxter             | ej placerad i någon ordning i trikolpater, euasterider II |
| Eucommiaceae            |                              | Garryales                                                 |
| Euphorbiaceae           | törelväxter                  | Malpighiales                                              |
| Euphroniaceae           |                              | Malpighiales                                              |
| Eupomatiaceae           |                              | Magnoliales                                               |
| Eupteleaceae            |                              | Ranunculales                                              |

## F
| Vetenskapligt namn | Svenskt namn    | Ordning        |
| ------------------ | --------------- | -------------- |
| Fabaceae           | ärtväxter       | Fabales        |
| Fagaceae           | bokväxter       | Fagales        |
| Flagellariaceae    |                 | Poales         |
| Fouquieriaceae     |                 | Ericales       |
| Francoaceae        |                 | Geraniales     |
| Frankeniaceae      | frankeniaväxter | Caryophyllales |
| Fumariaceae        | jordröksväxter  | Ranunculales   |

## G
| Vetenskapligt namn              | Svenskt namn                       | Ordning                                            |
| ------------------------------- | ---------------------------------- | -------------------------------------------------- |
| Garryaceae                      |                                    | Garryales                                          |
| Geissolomataceae                |                                    | ej placerad i någon ordning i trikolpater, rosider |
| Gelsemiaceae                    |                                    | Gentianales                                        |
| Gentianaceae                    | gentianaväxter                     | Gentianales                                        |
| Geraniaceae                     | näveväxter                         | Geraniales                                         |
| Gesneriaceae                    | gloxiniaväxter                     | Lamiales                                           |
| Ginkgoaceae                     | ginkgoväxter                       | Ginkgoales                                         |
| Gisekiaceae                     |                                    | Caryophyllales                                     |
| Globulariaceae → Plantaginaceae | bergskrabbeväxter → grobladsväxter |                                                    |
| Gnetaceae                       | gnetumväxter                       | Gnetales                                           |
| Gomortegaceae                   |                                    | Laurales                                           |
| Goodeniaceae                    | femtungeväxter                     | Asterales                                          |
| Goupiaceae                      |                                    | Malpighiales                                       |
| Gramineae → Poaceae             | → gräs                             |                                                    |
| Griseliniaceae                  |                                    | Apiales                                            |
| Grossulariaceae                 | ripsväxter                         | Saxifragales                                       |
| Grubbiaceae                     |                                    | Cornales                                           |
| Gunneraceae                     | gunneraväxter                      | Gunnerales                                         |
| Gyrostemonaceae                 |                                    | Brassicales                                        |

## H
| Vetenskapligt namn                         | Svenskt namn                           | Ordning                                                |
| ------------------------------------------ | -------------------------------------- | ------------------------------------------------------ |
| Haemodoraceae                              | kängurutassväxter                      | Commelinales                                           |
| Halophytaceae                              |                                        | Caryophyllales                                         |
| Haloragaceae                               | slingeväxter                           | Saxifragales                                           |
| Hamamelidaceae                             | trollhasselväxter                      | Saxifragales                                           |
| Hanguanaceae                               |                                        | Commelinales                                           |
| Heliconiaceae                              | hummerkloväxter                        | Zingiberales                                           |
| Helwingiaceae                              |                                        | Aquifoliales                                           |
| Hemerocallidaceae                          | dagliljeväxter                         | Asparagales                                            |
| Hernandiaceae                              |                                        | Laurales                                               |
| Hesperocallidaceae                         |                                        | Asparagales                                            |
| Heteropyxidaceae                           |                                        | Myrtales                                               |
| Himantandraceae                            |                                        | Magnoliales                                            |
| Hippocastanaceae → Sapindaceae             | hästkastanjeväxter → kinesträdsväxter  |                                                        |
| Hippuridaceae → Plantaginaceae             | hästsvansväxter → grobladsväxter       |                                                        |
| Hostaceae → Agavaceae                      | funkieväxter → agaveväxter             |                                                        |
| Huaceae                                    |                                        | ej placerad i någon ordning i trikolpater, eurosider I |
| Humiriaceae                                |                                        | Malpighiales                                           |
| Hyacinthaceae                              | hyacintväxter                          | Asparagales                                            |
| Hydatellaceae                              |                                        | Poales                                                 |
| Hydnoraceae                                |                                        | Piperales                                              |
| Hydrangeaceae                              | hortensiaväxter                        | Cornales                                               |
| Hydrocharitaceae                           | dybladsväxter                          | Alismatales                                            |
| Hydroleaceae                               |                                        | Solanales                                              |
| Hydrophyllaceae → Boraginaceae             | indiankålsväxter → strävbladiga växter |                                                        |
| Hydrostachyaceae                           |                                        | Cornales                                               |
| Hymenophyllaceae                           | hinnbräkenväxter                       | Hymenophyllales (omdiskuterat)                         |
| Hypericaceae → delvis ersatt av Clusiaceae |                                        |                                                        |
| Hypoxidaceae                               | rosenblundsväxter                      | Asparagales                                            |
| Hypseocharitaceae                          |                                        | Geraniales                                             |

## I
| Vetenskapligt namn | Svenskt namn     | Ordning                                                  |
| ------------------ | ---------------- | -------------------------------------------------------- |
| Icacinaceae        |                  | ej placerad i någon ordning i trikolpater, euasterider I |
| Illiciaceae        | stjärnanisväxter | Austrobaileyales                                         |
| Iridaceae          | irisväxter       | Asparagales                                              |
| Irvingiaceae       |                  | Malpighiales                                             |
| Isoëtaceae         | braxengräsväxter | Isoëtales                                                |
| Iteaceae           |                  | Saxifragales                                             |
| Ixerbaceae         |                  | ej placerad i någon ordning i trikolpater, rosider       |
| Ixioliriaceae      | bergliljeväxter  | Asparagales                                              |
| Ixonanthaceae      |                  | Malpighiales                                             |

## J
| Vetenskapligt namn | Svenskt namn  | Ordning     |
| ------------------ | ------------- | ----------- |
| Joinvilleaceae     |               | Poales      |
| Juglandaceae       | valnötsväxter | Fagales     |
| Juncaceae          | tågväxter     | Poales      |
| Juncaginaceae      | sältingväxter | Alismatales |

## K
| Vetenskapligt namn | Svenskt namn   | Ordning                                                |
| ------------------ | -------------- | ------------------------------------------------------ |
| Kingdoniaceae      |                | Ranunculales                                           |
| Kirkiaceae         |                | Sapindales                                             |
| Koeberliniaceae    |                | Brassicales                                            |
| Krameriaceae       | ratanhiaväxter | ej placerad i någon ordning i trikolpater, eurosider I |

## L
| Vetenskapligt namn     | Svenskt namn                | Ordning      |
| ---------------------- | --------------------------- | ------------ |
| Labiatae → Lamiaceae   | → kransblommiga växter      |              |
| Lacistemataceae        |                             | Malpighiales |
| Lactoridaceae          |                             | Piperales    |
| Lamiaceae              | kransblommiga växter        | Lamiales     |
| Lanariaceae            |                             | Asparagales  |
| Lardizabalaceae        | narrbuskeväxter             | Ranunculales |
| Lauraceae              | lagerväxter                 | Laurales     |
| Laxmanniaceae          |                             | Asparagales  |
| Lecythidaceae          | paranötsväxter              | Ericales     |
| Ledocarpaceae          |                             | Geraniales   |
| Leeaceae → Vitaceae    | leeaväxter → vinrankeväxter |              |
| Leguminosae → Fabaceae | → ärtväxter                 |              |
| Lemnaceae → Araceae    | andmatsväxter → kallaväxter |              |
| Lentibulariaceae       | tätörtsväxter               | Lamiales     |
| Lepidobotryaceae       |                             | Celastrales  |
| Lepuropetalaceae       |                             | Celastrales  |
| Liliaceae              | liljeväxter                 | Liliales     |
| Limnanthaceae          | sumpörtsväxter              | Brassicales  |
| Limnocharitaceae       | nymfblommeväxter            | Alismatales  |
| Linaceae               | linväxter                   | Malpighiales |
| Linnaeaceae            | linneaväxter                | Dipsacales   |
| Loasaceae              | brännreveväxter             | Cornales     |
| Lobeliaceae            | lobeliaväxter               | Asterales    |
| Loganiaceae            | kräknötsväxter              | Gentianales  |
| Lophopyxidaceae        |                             | Malpighiales |
| Loranthaceae           | mistelväxter                | Santalales   |
| Lowiaceae              |                             | Zingiberales |
| Luzuriagaceae          |                             | Liliales     |
| Lycopodiaceae          | lummerväxter                | Lycopodiales |
| Lythraceae             | fackelblomsväxter           | Myrtales     |

## M
| Vetenskapligt namn              | Svenskt namn             | Ordning        |
| ------------------------------- | ------------------------ | -------------- |
| Mackinlayaceae                  |                          | Apiales        |
| Maesaceae                       |                          | Ericales       |
| Magnoliaceae                    | magnoliaväxter           | Magnoliales    |
| Malesherbiaceae                 |                          | Malpighiales   |
| Malpighiaceae                   | malpigiaväxter           | Malpighiales   |
| Malvaceae                       | malvaväxter              | Malvales       |
| Marantaceae                     | strimbladsväxter         | Zingiberales   |
| Marcgraviaceae                  |                          | Ericales       |
| Marsileaceae                    | klöverbräkenväxter       | Marsileales    |
| Martyniaceae                    |                          | Lamiales       |
| Mayacaceae                      | mayakaväxter             | Poales         |
| Medusagynaceae                  |                          | Malpighiales   |
| Melanophyllaceae                |                          | Apiales        |
| Melanthiaceae                   | nysrotsväxter            | Liliales       |
| Melastomataceae                 | medinillaväxter          | Myrtales       |
| Meliaceae                       | mahognyväxter            | Sapindales     |
| Melianthaceae                   |                          | Geraniales     |
| Memecylaceae                    |                          | Myrtales       |
| Menispermaceae                  | månfrörankeväxter        | Ranunculales   |
| Menyanthaceae                   | vattenklöverväxter       | Asterales      |
| Mesembryanthemaceae → Aizoaceae | → isörtsväxter           |                |
| Mimosaceae → Fabaceae           | mimosaväxter → ärtväxter |                |
| Misodendraceae                  |                          | Santalales     |
| Molluginaceae                   | kransörtsväxter          | Caryophyllales |
| Monimiaceae                     | boldoväxter              | Laurales       |
| Montiniaceae                    |                          | Solanales      |
| Moraceae                        | mullbärsväxter           | Rosales        |
| Morinaceae                      | morinaväxter             | Dipsacales     |
| Moringaceae                     | pepparrotsträdsväxter    | Brassicales    |
| Muntingiaceae                   |                          | Malvales       |
| Musaceae                        | bananväxter              | Zingiberales   |
| Myodocarpaceae                  |                          | Apiales        |
| Myoporaceae → Scrophulariaceae  | → lejongapsväxter        |                |
| Myricaceae                      | porsväxter               | Fagales        |
| Myristicaceae                   | muskotväxter             | Magnoliales    |
| Myrothamnaceae                  |                          | Gunnerales     |
| Myrsinaceae                     | ardisiaväxter            | Ericales       |
| Myrtaceae                       | myrtenväxter             | Myrtales       |

## N
| Vetenskapligt namn            | Svenskt namn      | Ordning                                    |
| ----------------------------- | ----------------- | ------------------------------------------ |
| Najadaceae → Hydrocharitaceae | → dybladsväxter   |                                            |
| Nartheciaceae                 | myrliljeväxter    | Dioscoreales                               |
| Nelumbonaceae                 | lotusväxter       | Proteales                                  |
| Nepenthaceae                  | kannrankeväxter   | Caryophyllales                             |
| Neuradaceae                   |                   | Malvales                                   |
| Nitrariaceae                  |                   | Sapindales                                 |
| Nothofagaceae                 |                   | Fagales                                    |
| Nyctaginaceae                 | underblommeväxter | Caryophyllales                             |
| Nymphaeaceae                  | näckrosväxter     | ej placerad i någon ordning i gömfröväxter |
| Nyssaceae                     | nyssaväxter       | Cornales                                   |

## O
| Vetenskapligt namn | Svenskt namn         | Ordning                                                  |
| ------------------ | -------------------- | -------------------------------------------------------- |
| Ochnaceae          | mussepiggbuskeväxter | Malpighiales                                             |
| Olacaceae          |                      | Santalales                                               |
| Oleaceae           | syrenväxter          | Lamiales                                                 |
| Oliniaceae         |                      | Myrtales                                                 |
| Onagraceae         | dunörtsväxter        | Myrtales                                                 |
| Oncothecaceae      |                      | ej placerad i någon ordning i trikolpater, euasterider I |
| Ophioglossaceae    | låsbräkenväxter      | Ophioglossales                                           |
| Opiliaceae         |                      | Santalales                                               |
| Orchidaceae        | orkidéer             | Asparagales                                              |
| Orobanchaceae      | snyltrotsväxter      | Lamiales                                                 |
| Osmundaceae        | safsaväxter          | Osmundales                                               |
| Oxalidaceae        | harsyreväxter        | Oxalidales                                               |

## P
| Vetenskapligt namn      | Svenskt namn                          | Ordning                                                   |
| ----------------------- | ------------------------------------- | --------------------------------------------------------- |
| Paeoniaceae             | pionväxter                            | Saxifragales                                              |
| Palmae → Arecaceae      | → palmer                              |                                                           |
| Pandaceae               |                                       | Malpighiales                                              |
| Pandanaceae             | skruvpalmer                           | Pandanales                                                |
| Papaveraceae            | vallmoväxter                          | Ranunculales                                              |
| Paracryphiaceae         |                                       | ej placerad i någon ordning i trikolpater, euasterider II |
| Parnassiaceae           | slåtterblommeväxter                   | Celastrales                                               |
| Passifloraceae          | passionsblommeväxter                  | Malpighiales                                              |
| Paulowniaceae           |                                       | Lamiales                                                  |
| Pedaliaceae             | sesamväxter                           | Lamiales                                                  |
| Peganaceae              |                                       | Sapindales                                                |
| Pellicieraceae          |                                       | Ericales                                                  |
| Penaeaceae              |                                       | Myrtales                                                  |
| Pennantiaceae           |                                       | Apiales                                                   |
| Pentadiplandraceae      |                                       | Brassicales                                               |
| Pentaphragmataceae      |                                       | Asterales                                                 |
| Pentaphylacaceae        |                                       | Ericales                                                  |
| Penthoraceae            |                                       | Saxifragales                                              |
| Peridiscaceae           |                                       | Malpighiales                                              |
| Petrosaviaceae          |                                       | ej placerad i någon ordning i enhjärtbladiga växter       |
| Phellinaceae            |                                       | Asterales                                                 |
| Philesiaceae            | klätterliljeväxter                    | Liliales                                                  |
| Philydraceae            |                                       | Commelinales                                              |
| Phrymaceae              |                                       | Lamiales                                                  |
| Phyllanthaceae          |                                       | Malpighiales                                              |
| Phyllonomaceae          |                                       | Aquifoliales                                              |
| Physenaceae             |                                       | Caryophyllales                                            |
| Phytolaccaceae          | kermesbärsväxter                      | Caryophyllales                                            |
| Picramniaceae           |                                       | ej placerad i någon ordning i trikolpater, rosider        |
| Picrodendraceae         |                                       | Malpighiales                                              |
| Pinaceae                | tallväxter                            | Pinales                                                   |
| Piperaceae              | pepparväxter                          | Piperales                                                 |
| Pittosporaceae          | glansbuskeväxter                      | Apiales                                                   |
| Plantaginaceae          | grobladsväxter                        | Lamiales                                                  |
| Platanaceae             | platanväxter                          | Proteales                                                 |
| Plocospermataceae       |                                       | Lamiales                                                  |
| Plumbaginaceae          | triftväxter                           | Caryophyllales                                            |
| Poaceae                 | gräs                                  | Poales                                                    |
| Podostemaceae           |                                       | Malpighiales                                              |
| Polemoniaceae           | blågullsväxter                        | Ericales                                                  |
| Polygalaceae            | jungfrulinsväxter                     | Fabales                                                   |
| Polygonaceae            | slideväxter                           | Caryophyllales                                            |
| Polyosmaceae            |                                       | ej placerad i någon ordning i trikolpater, euasterider II |
| Polypodiaceae           | stensöteväxter                        | Polypodiales                                              |
| Pontederiaceae          | vattenhyacintväxter                   | Commelinales                                              |
| Portulacaceae           | portlakväxter                         | Caryophyllales                                            |
| Posidoniaceae           |                                       | Alismatales                                               |
| Potamogetonaceae        | nateväxter                            | Alismatales                                               |
| Primulaceae             | viveväxter                            | Ericales                                                  |
| Proteaceae              | proteaväxter                          | Proteales                                                 |
| Psiloxylaceae           |                                       | Myrtales                                                  |
| Pteridophyllaceae       |                                       | Ranunculales                                              |
| Pterostemonaceae        |                                       | Saxifragales                                              |
| Punicaceae → Lythraceae | granatäppleväxter → fackelblomsväxter |                                                           |
| Putranjivaceae          |                                       | Malpighiales                                              |

## Q
| Vetenskapligt namn | Svenskt namn | Ordning      |
| ------------------ | ------------ | ------------ |
| Quiinaceae         |              | Malpighiales |
| Quillajaceae       |              | Fabales      |

## R
| Vetenskapligt namn | Svenskt namn      | Ordning        |
| ------------------ | ----------------- | -------------- |
| Rafflesiaceae      |                   | ej placerad    |
| Ranunculaceae      | ranunkelväxter    | Ranunculales   |
| Rapateaceae        |                   | Poales         |
| Resedaceae         | resedaväxter      | Brassicales    |
| Restionaceae       |                   | Poales         |
| Rhabdodendraceae   |                   | Caryophyllales |
| Rhamnaceae         | brakvedsväxter    | Rosales        |
| Rhipogonaceae      |                   | Liliales       |
| Rhizophoraceae     | mangroveväxter    | Malpighiales   |
| Rhoipteleaceae     |                   | Fagales        |
| Rhynchocalycaceae  |                   | Myrtales       |
| Roridulaceae       |                   | Ericales       |
| Rosaceae           | rosväxter         | Rosales        |
| Rousseaceae        |                   | Asterales      |
| Rubiaceae          | måreväxter        | Gentianales    |
| Ruppiaceae         | natingväxter      | Alismatales    |
| Ruscaceae          | stickmyrtenväxter | Asparagales    |
| Rutaceae           | vinruteväxter     | Sapindales     |

## S
| Vetenskapligt namn        | Svenskt namn              | Ordning                                                   |
| ------------------------- | ------------------------- | --------------------------------------------------------- |
| Sabiaceae                 |                           | ej placerad i någon ordning i trikolpater                 |
| Salicaceae                | videväxter                | Malpighiales                                              |
| Salvadoraceae             |                           | Brassicales                                               |
| Salviniaceae              | simbräkenväxter           | Marsileales                                               |
| Santalaceae               | sandelträdsväxter         | Santalales                                                |
| Sapindaceae               | kinesträdsväxter          | Sapindales                                                |
| Sapotaceae                | sapotillväxter            | Ericales                                                  |
| Sarcobataceae             |                           | Caryophyllales                                            |
| Sarcolaenaceae            |                           | Malvales                                                  |
| Sarraceniaceae            | flugtrumpetväxter         | Ericales                                                  |
| Saururaceae               | ödlesvansväxter           | Piperales                                                 |
| Saxifragaceae             | stenbräckeväxter          | Saxifragales                                              |
| Scheuchzeriaceae          | kallgräsväxter            | Alismatales                                               |
| Schisandraceae            | fjärilsrankeväxter        | Austrobaileyales                                          |
| Schlegeliaceae            |                           | Lamiales                                                  |
| Scrophulariaceae          | lejongapsväxter           | Lamiales                                                  |
| Selaginellaceae           | mosslummerväxter          | Selaginellales                                            |
| Setchellanthaceae         |                           | Brassicales                                               |
| Simaroubaceae             | bittervedsväxter          | Sapindales                                                |
| Simmondsiaceae            |                           | Caryophyllales                                            |
| Siparunaceae              |                           | Laurales                                                  |
| Sladeniaceae              |                           | Ericales                                                  |
| Smilacaceae               | smilaxväxter              | Liliales                                                  |
| Solanaceae                | potatisväxter             | Solanales                                                 |
| Sparganiaceae             |                           | Poales                                                    |
| Sphaerosepalaceae         |                           | Malvales                                                  |
| Sphenocleaceae            |                           | Solanales                                                 |
| Sphenostemonaceae         |                           | ej placerad i någon ordning i trikolpater, euasterider II |
| Stachyuraceae             |                           | Crossosomatales                                           |
| Staphyleaceae             | pimpernötsväxter          | Crossosomatales                                           |
| Stegnospermataceae        |                           | Caryophyllales                                            |
| Stemonaceae               |                           | Pandanales                                                |
| Stemonuraceae             |                           | Aquifoliales                                              |
| Sterculiaceae → Malvaceae | kakaoväxter → malvaväxter |                                                           |
| Stilbaceae                |                           | Lamiales                                                  |
| Strasburgeriaceae         |                           | ej placerad i någon ordning i trikolpater, rosider        |
| Strelitziaceae            | papegojblommeväxter       | Zingiberales                                              |
| Stylidiaceae              |                           | Asterales                                                 |
| Styracaceae               | storaxväxter              | Ericales                                                  |
| Surianaceae               |                           | Fabales                                                   |
| Symplocaceae              |                           | Ericales                                                  |

## T
| Vetenskapligt namn          | Svenskt namn                      | Ordning                                                   |
| --------------------------- | --------------------------------- | --------------------------------------------------------- |
| Taccaceae → Dioscoreaceae   | taccaväxter → jamsväxter          |                                                           |
| Tamaricaceae                | tamariskväxter                    | Caryophyllales                                            |
| Tapisciaceae                |                                   | ej placerad i någon ordning i trikolpater, eurosider I    |
| Taxaceae                    | idegransväxter                    | Pinales                                                   |
| Taxodiaceae → Cupressaceae  | sumpcypressväxter → cypressväxter |                                                           |
| Tecophilaeaceae             | chilekrokusväxter                 | Asparagales                                               |
| Ternstroemiaceae            |                                   | Ericales                                                  |
| Tetracarpaeaceae            |                                   | Saxifragales                                              |
| Tetracentraceae             |                                   | ej placerad i någon ordning i trikolpater                 |
| Tetrachondraceae            |                                   | Lamiales                                                  |
| Tetradiclidaceae            |                                   | Sapindales                                                |
| Tetramelaceae               |                                   | Cucurbitales                                              |
| Tetrameristaceae            |                                   | Ericales                                                  |
| Theaceae                    | teväxter                          | Ericales                                                  |
| Themidaceae                 | indianhyacintväxter               | Asparagales                                               |
| Theophrastaceae             | teofrastaväxter                   | Ericales                                                  |
| Thurniaceae                 |                                   | Poales                                                    |
| Thymelaeaceae               | tibastväxter                      | Malvales                                                  |
| Ticodendraceae              |                                   | Fagales                                                   |
| Tiliaceae → Malvaceae       | lindväxter → malvaväxter          |                                                           |
| Tofieldiaceae               | kärrliljeväxter                   | Alismatales                                               |
| Torricelliaceae             |                                   | Apiales                                                   |
| Tovariaceae                 |                                   | Brassicales                                               |
| Trapaceae → Lythraceae      | sjönötsväxter → fackelblomsväxter |                                                           |
| Tribelaceae                 |                                   | ej placerad i någon ordning i trikolpater, euasterider II |
| Trigoniaceae                |                                   | Malpighiales                                              |
| Trilliaceae → Melanthiaceae | trebladsväxter → nysrotsväxter    |                                                           |
| Trimeniaceae                |                                   | Austrobaileyales                                          |
| Triuridaceae                |                                   | Pandanales                                                |
| Trochodendraceae            | hjulträdsväxter                   | ej placerad i någon ordning i trikolpater                 |
| Tropaeolaceae               | krasseväxter                      | Brassicales                                               |
| Turneraceae                 | turnerväxter                      | Malpighiales                                              |
| Typhaceae                   | kaveldunsväxter                   | Poales                                                    |

## U
| Vetenskapligt namn      | Svenskt namn           | Ordning |
| ----------------------- | ---------------------- | ------- |
| Ulmaceae                | almväxter              | Rosales |
| Umbelliferae → Apiaceae | → flockblommiga växter |         |
| Urticaceae              | nässelväxter           | Rosales |

## V
| Vetenskapligt namn      | Svenskt namn                     | Ordning                                                  |
| ----------------------- | -------------------------------- | -------------------------------------------------------- |
| Vahliaceae              |                                  | ej placerad i någon ordning i trikolpater, euasterider I |
| Valerianaceae           | vänderotsväxter                  | Dipsacales                                               |
| Velloziaceae            |                                  | Pandanales                                               |
| Verbenaceae             | verbenaväxter                    | Lamiales                                                 |
| Violaceae               | violväxter                       | Malpighiales                                             |
| Viscaceae → Santalaceae | mistelväxter → sandelträdsväxter |                                                          |
| Vitaceae                | vinrankeväxter                   | Vitales                                                  |
| Vivianiaceae            |                                  | Geraniales                                               |
| Vochysiaceae            |                                  | Myrtales                                                 |

## W
| Vetenskapligt namn | Svenskt namn      | Ordning        |
| ------------------ | ----------------- | -------------- |
| Welwitschiaceae    | welwitschiaväxter | Welwitschiales |
| Winteraceae        |                   | Canellales     |

## X
| Vetenskapligt namn | Svenskt namn    | Ordning     |
| ------------------ | --------------- | ----------- |
| Xanthorrhoeaceae   | grästrädsväxter | Asparagales |
| Xeronemataceae     |                 | Asparagales |
| Xyridaceae         |                 | Poales      |

## Z
| Vetenskapligt namn                  | Svenskt namn               | Ordning                                                |
| ----------------------------------- | -------------------------- | ------------------------------------------------------ |
| Zannichelliaceae → Potamogetonaceae | hårsärvväxter → nateväxter |                                                        |
| Zingiberaceae                       | ingefärsväxter             | Zingiberales                                           |
| Zosteraceae                         | bandtångsväxter            | Alismatales                                            |
| Zygophyllaceae                      | pockenholtsväxter          | ej placerad i någon ordning i trikolpater, eurosider I |